# Hanna R. Hall
Hanna Rose Hall, née le 9 juillet 1984 à Denver (Colorado) est une actrice américaine.  Elle étudia à la Colorado Rocky Mountain School à Carbondale, Colorado, où elle fut diplômée en 2002. En 2005, elle fut diplômée de l'école du film de Vancouver. Elle a joué dans Forrest Gump, dans le rôle de Jenny enfant, ce qui l'a fait connaître. Elle est connue pour le rôle de Cecilia Lisbon dans Virgin Suicides. Elle avait le petit rôle de Judith Myers dans le remake de Halloween.

## Filmographie
- 1994 : Forrest Gump : Jenny enfant
- 1995 : Goldilocks and the Three Bears : Goldie
- 1996 : Les Enfants perdus (Homecoming) (TV) : Maybeth Tillerman
- 1996 : Her Desperate Choice (TV) : Samantha
- 1999 : Virgin Suicides : Cecilia Lisbon
- 2001 : Amy & Isabelle (TV) : Amy Goodrow
- 2004 : Jail Bait (court métrage) : Bess
- 2005 : Edward Cole (court métrage) : Crystal
- 2006 : Bright Lights (court métrage) : Samantha
- 2007 : Neal Cassady : Sophie Bloom
- 2007 : Halloween : Judith Myers
- 2007 : American Cowslip : Georgia
- 2007 : The Truth About Faces (court métrage) : Jules Whifield
- 2008 : Text : Sarah
- 2010 : Happiness Runs : Becky
- 2010 : A Numbers Game : Carly
- 2010 : Radio Free Albemuth : Vivian Kaplan
- 2011 : Scalene : Paige Alexander
- 2012 : Hawken (court métrage) : Natalie
- 2012 : Visible Scars : Becky Comfort